# Pelagră
Pelagra este o boală cauzată de o dietă deficitară sau de incapacitatea organismului de a absorbi, fie niacina (una dintre vitaminele complexului B), fie triptofanul (un aminoacid esențial). Boala este întâlnită în anumite părți ale lumii, cu populații care consumă mari cantități de porumb și se caracterizează prin ulcerații eritematoase cutanate, diaree, modificări ale mucoaselor și uneori simptome de boli mentale (demență sau schizofrenie). Boala se poate produce și ca urmare a tulburărilor gastrointestinale sau a alcoolismului. Denumirea bolii provine de la "pelle"(piele) și "agra"(groasă). Pentru prevenirea bolii e indicată o dieta ce conține legume, ciuperci, pește, ouă și lapte, sau suplimente nutritive, cum ar fi de exemplu niacina, care poartă și denumirile de vitamină PP (factor pelagro-preventiv) și acid nicotinic.
Poate fi și un efect secundar al alcoolismului cronic.